# ISO 3166-2:BA
ISO 3166-2:BA és el subconjunt per a Bòsnia i Hercegovina de l'estàndard ISO 3166-2, publicat per l'Organització Internacional per Estandardització (ISO) que defineix els codis de les principals subdivisions administratives.
Actualment per a Bòsnia i Hercegovina, l'estàndard ISO 3166-2, està format per dos nivells de subdivisions:
- 2 entitats i 1 districte amb status especial
- 10 cantons (tots dins de la Federació de Bòsnia i Hercegovina, la República Sèrbia no està dividida en cantons)

El districte de Brčko té un status especial, formalment pertany a Bòsnia i Hercegovina i a la República Sèrbia però s'autogoverna.
Cada codi es compon de dues parts, separades per un guió. La primera part és BA, el codi ISO 3166-1 alfa-2 per a Bòsnia i Hercegovina. La segona part pot ser:
- Tres lletres: entitats i districte amb status especial
- Dos dígits (01–10): cantons

## Codis actuals
Els noms de les subdivisions estan llistades segons l'ISO 3166-2 publicat per la "ISO 3166 Maintenance Agency" (ISO 3166/MA).
Els codis ISO 639-1 són utilitzats per representar noms de les subdivisions en el següent ordre:
- (bs): Bosnià
- (hr): Croat
- (sr): Serbi

### Entitats i districte amb status especial
| Codi   | Nom de la subdivisió (bs), (hr), (sr) | Nom de la subdivisió (ca)         | Tipus de subdivisió           |
| ------ | ------------------------------------- | --------------------------------- | ----------------------------- |
| BA-BIH | Federacija Bosna i Hercegovina        | Federació de Bòsnia i Hercegovina | Entitat                       |
| BA-SRP | Republika Srpska                      | República Sèrbia                  | Entitat                       |
| BA-BRC | Brčko distrikt                        | Districte de Brčko                | Districte amb status especial |

Notes
1. ↑  Nom en català no inclòs a l'estàndard ISO 3166-2.

### Cantons

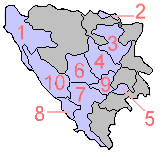
Mapa de Bòsnia i Hercegovina amb cada cantó etiquetat amb la segona part del seu codi ISO 3166-2 amb dígit davanter 0 omès.

| Codi  | Nom de la subdivisió (bs)        | Nom de la subdivisió (hr)                 | Nom de la subdivisió (sr)       | Dins de l'entitat |
| ----- | -------------------------------- | ----------------------------------------- | ------------------------------- | ----------------- |
| BA-05 | Bosansko-podrinjski kanton       | Bosansko-podrinjska županija              | Bosansko-podrinjski kanton      | BIH               |
| BA-07 | Hercegovačko-neretvanski kanton  | Hercegovačko-neretvanska županija         | Hercegovačko-neretvanski kanton | BIH               |
| BA-10 | Kanton br. 10 (Livanjski kanton) | Županija br. 10 (Hercegbosanska županija) | Kanton br. 10                   | BIH               |
| BA-09 | Kanton Sarajevo                  | Sarajevska županija                       | Kanton Sarajevo                 | BIH               |
| BA-02 | Posavski kanton                  | Posavska županija                         | Posavski kanton                 | BIH               |
| BA-06 | Srednjobosanski kanton           | Srednjobosanska županija                  | Srednjobosanski kanton          | BIH               |
| BA-03 | Tuzlanski kanton                 | Tuzlanska županija                        | Tuzlanski kanton                | BIH               |
| BA-01 | Unsko-sanski kanton              | Unsko-sanska županija                     | Unsko-sanski kanton             | BIH               |
| BA-08 | Zapadnohercegovački kanton       | Zapadnohercegovačka županija              | Zapadnohercegovački kanton      | BIH               |
| BA-04 | Zeničko-dobojski kanton          | Zeničko-dobojska županija                 | Zeničko-dobojski kanton         | BIH               |